# Ръсел (остров, Канада)
Вижте пояснителната страница за други значения на Ръсел.

Остров Ръсел (на английски: Russell Island) е 41-вият остров по големина в Канадския арктичен архипелаг. Площта му е 940 км2, която му отрежда 51-во място сред островите на Канада. Административно принадлежи към канадската територия Нунавут. Необитаем.
Островът се намира в централната част на архипелага и е разположен на север от големия остров Принц Уелски, от който се отделя чрез широкия 5 км проток Беринг (да не се бърка с Беринговия проток между Азия и Северна Америка). Между двата острова в протока се намира по-малкия остров Мийкам (Mecham). На север широкия проток Бароу го отделя от големите острови Мелвил и Батърст и в него са разположени по-малките острови Янг, Лоутър, Гарет и др.
Остров Ръсел е издължен в посока запад-изток на 57 км, а максималната му ширина е 23,5 км. Бреговата му линия с дължина 214 км е силно разчленена. Тясно и дълго от север на юг езеро и свързващият се него залив от юг разделят острова на две отделни части – 1/3 на запад и 2/3 на изток, съединени с тесен, едва 540 м провлак.
Южните склонове на острова стръмно се издигат от тясната брегова ивица към вътрешното плато с височина около 200 м, а северните – полегато се спускат към сравнително широка брегова равнина. Най-високата точка на острова – връх Ръсел Хил с височина от 260 м се намира в най-източната му част.
Островът е открит и първоначално изследван от участниците в експедицията възглавявана от английския полярен изследовател Уилям Едуард Пари през август 1816 г.
|  | Тази страница частично или изцяло представлява превод на страницата „Рассел (остров)“ в Уикипедия на руски. Оригиналният текст, както и този превод, са защитени от Лиценза „Криейтив Комънс – Признание – Споделяне на споделеното“, а за съдържание, създадено преди юни 2009 година – от Лиценза за свободна документация на ГНУ. Прегледайте историята на редакциите на оригиналната страница, както и на преводната страница, за да видите списъка на съавторите. ВАЖНО: Този шаблон се отнася единствено до авторските права върху съдържанието на статията. Добавянето му не отменя изискването да се посочват конкретни източници на твърденията, които да бъдат благонадеждни. |